# Новолатівська сільська рада
Новол́атівська сільсьќа р́ада — сільська рада в Криворізькому районі (з 2020 року) Дніпропетровської області.
Рішенням від 24 квітня 2003 року Дніпропетровська обласна рада у Широківському районі віднесла селища Латівка, Новолатівка, Стародобровільське Новоселівської сільради до категорії сіл; перенесла центр Новоселівської сільради з села Новоселівка в село Новолатівка і перейменувала Новоселівську сільраду на Новолатівську.
Новолатівська сільська територіальна громада  утворена 15 серпня 2016 року (рішенням від 19 липня 2016 року № 295-9/VІІ) шляхом об’єднання Новолатівської та Зеленобалківської сільських рад.
Село Новолатівка виникло із поселення, яке називалось « Стройка», де було лише 5 будинків. У зв’язку із тим, що в 1961 році радгосп «Латівка» з’єдналось з колгоспами ім. Чкалова та Червоний Лан  в селі Новолатівка почалось будівництво житлових будинків для працівників радгоспу.
Перелік підприємств розташованих на території Новолатівської сільської ТГ:
- Загальноосвітні навчальні заклади : Новолатівський ліцей з дошкільним відділенням, початковою школою та гімназією Новолатівської сільської ради Криворізького району Дніпропетровської області, Зеленобалківська гімназія з початковою школою Новолатівської сільської ради Криворізького району Дніпропетровської області.
- Лікарні – відсутні.
- 1 амбулаторія - Зеленобалківська амбулаторія загальної практики сімейної медицини Комунального некомерційного підприємства "Широківський центр первинної медичної допомоги" Широківської селищної ради.
- 3 фельдшерські пункти та 3 аптеки - Новолатівський фельдшерсько-акушерський пункт Комунального некомерційного підприємства "Широківський центр первинної медичної допомоги" Широківської селищної ради, Інгулецький фельдшерсько-акушерський  пункт  Комунального некомерційного підприємства "Широківський центр первинної медичної допомоги" Широківської селищної ради, Новоселівський фельдшерсько-акушерський пункт Комунального некомерційного підприємства "Широківський центр первинної медичної допомоги" Широківської селищної ради.
- Перукарні – відсутні.
- Підприємства водопостачання – КП «Новолатівське», яке безпосередньо вивозе сміття.
- Фермерські господарства: ФГ «Овен», ФГ «Обрій», ФГ «Еліта», ПАФ «Агрофірма Колосс», ТОВ «Агроінвест», ПП «Шепілов Д. М.» та ін.

Біля  Новоселівської середньої школи  29 жовтня 1999 році  зведений меморіальний комплекс, присвячений  загиблим воїнам в роки війни.
Всі села громади електрифіковані. Газифіковані- с.Новолатівка,с.Інгулець, с.Зелена Балка, с.Червоний Ранок, с.Макарівка.
 Майже всі дороги з  твердим покриттям, лише частина поліпшена щебеневими добавками. 
 У селах Латівка, Новолатівка, Інгулець, Червоний Ранок, Нове й Стародобровільське, с. Зелена Балка для маленьких жителів громади встановлено  дитячі ігрові й спортивні майданчики, завжди проводяться роботи з благоустрою території
   На території громади є Річка Інгулець (в районі сіл Інгулець та Новолатівка) є останньою великою притокою Дніпра, її загальна довжина складає 549 км. Біля даної річки проходить чимало різних заходів, особливо селяни полюбляють свято Івана Купала. Біля річки збираються люди з навколишніх сіл, прикрашають галявину зеленню та польовими квітами, викладають гору з хмизу для купальського багаття, проводять різні конкурси, ігри, варять козацький куліш, кульмінацією свята стає пускання вінків на воду. А потім всі з нетерпінням чекають нового свята. 

## Населені пункти
Сільській раді підпорядковані населені пункти:
- с. Новолатівка
- с. Інгулець
- с. Латівка
- с. Новоселівка
- с. Стародобровільське
- c. Зелена Балка
- с. Курганка
- с. Макарівка
- с. Нове
- с. Червоний Ранок
- с. Шведове

## Склад ради
Рада складається з 22 депутатів та голови.